# Calliphaula
Calliphaula is een kevergeslacht uit de familie van de boktorren (Cerambycidae). De wetenschappelijke naam van het geslacht werd voor het eerst geldig gepubliceerd in 1973 door Lane.

## Soorten
Calliphaula omvat de volgende soorten:
- Calliphaula filiola Martins, 1984
- Calliphaula leucippe (Bates, 1881)